# Uranotaenia pallidoventer
Uranotaenia pallidoventer är en tvåvingeart som beskrevs av Theobald 1903. Uranotaenia pallidoventer ingår i släktet Uranotaenia och familjen stickmyggor. Inga underarter finns listade i Catalogue of Life.